# Trauma da occlusione
Il trauma da occlusione è una condizione patologica che si sviluppa in seguito all’applicazione di forze eccessive che scaricano sul legamento parodontale di uno o più elementi dentari.
Normalmente, l’apparato stomatognatico ha una grande capacità di adattamento; il legamento parodontale, infatti, riesce a resistere efficacemente a forze elevate, come quelle che si sviluppano durante l’atto masticatorio; tuttavia, se la forza che il legamento riceve supera la sua capacità di adattarvisi, in quel momento insorge patologia.
Il più delle volte, le forze scaricano sul dente secondo un vettore che è parallelo al suo asse longitudinale, in questo caso è più facile per il legamento resistere al carico occlusale, in altri casi invece, per vari motivi, è possibile che le forze vengano applicate secondo un vettore inclinato di un certo angolo rispetto a questo asse, rendendo più difficoltoso l’adattamento.

## Eziologia
La causa del trauma è riconducibile a forze eccessive che scaricano sul parodonto di uno o più elementi dentari, queste forze possono essere di varia natura:
- Forze masticatorie: in questo caso, la forza responsabile è generata dai muscoli masticatori (massetere, temporale, pterigoideo interno e pterigoideo esterno).
- Forze traumatiche esterne: come ad esempio colpi, urti o incidenti.
- Forze ortodontiche: nelle terapie ortodontiche si utilizzano delle forze, solitamente leggere, per riposizionare gli elementi dentari secondo regole precise, tuttavia, se la forza impiegata è incongrua può innescarsi un processo traumatico.

Esistono dei soggetti con particolari condizioni che li predispongono a sviluppare forze maggiori, potenzialmente traumatiche, ovvero le parafunzioni (bruxismo, serramento o digrignamento, succhiamento del pollice e posizionamento incongruo della mandibola) e i precontatti.
I precontatti tra elementi dentari di arcate antagoniste possono determinare l’insorgenza di un trauma, in questo caso, infatti, gran parte della forza sviluppata durante l’atto masticatorio viene scaricata sul dente che per primo entra in contatto con l’antagonista.
Questa condizione non solo è responsabile di danno parodontale a livello del dente in questione ma si ripercuote inevitabilmente anche sull’articolazione temporo-mandibolare (ATM); di fatto, quando si esegue una terapia riabilitativa di qualsiasi genere (conservativa, protesica, implantare, etc.) è fondamentale assicurarsi di eliminare tutti i precontatti per evitare l’insorgenza di problematiche iatrogene, specialmente a livello dell’ATM.

## Patogenesi
Dal momento in cui la forza scatenante il trauma agisce sulla struttura del dente si formano, a livello della radice, delle zone di “pressione” e delle zone di “tensione” in cui avvengono degli importanti cambiamenti nei processi fisiologici.
La zona di pressione può essere definita come la superficie del dente in cui la forza scarica direttamente, secondo un vettore, mentre la zona di tensione è localizzata nella regione diametralmente opposta alla zona di pressione ed è quella che si oppone al vettore di applicazione della forza.
Per capire cosa succede nel trauma da occlusione è necessario descrivere brevemente quale effetto hanno delle forze di leggera intensità sulla fisiologia del dente.
Se applico una forza leggera e costante su un elemento dentario, secondo un vettore preciso, (è la base della terapia ortodontica) nella zona di pressione si verifica uno stiramento delle fibre del legamento parodontale con conseguente disorganizzazione sia delle cellule sia dei fasci di fibre collagene che lo compongono, aumenta la vascolarizzazione e la permeabilità vascolare e questo permette una maggiore chemiotassi di osteoblasti e fibroblasti.
Nella zona di pressione si innesca, pertanto, un meccanismo di rimodellamento che, tramite gli osteoblasti, si occupa di apporre nuova matrice di tessuto osseo immaturo, definito tessuto osteoide e che in seguito andrà incontro a maturazione, per accompagnare lo spostamento della struttura del dente parallelamente al vettore della forza; nella zona di tensione, invece, il rimodellamento osseo si esplica tramite l’azione degli osteoclasti, i quali si occupano di riassorbire il tessuto osseo e creare spazio per permettere lo spostamento della radice.
Contestualmente, a livello del legamento parodontale, le fibre più “vecchie” vengono inglobate nella matrice neoformata della zona di tensione; nella zona di pressione, invece, i fibroblasti si occupano di prolungare le fibre e apporre nuova componente cellulare.
A questo punto possiamo descrivere cosa avviene quando le forze sono di intensità superiore alla capacità di adattamento del parodonto, ovvero quando si sviluppa il trauma.
Quando le forze superano la soglia di adattamento parodontale, nella zona di tensione, i capillari vengono schiacciati e si genera un’ischemia del legamento parodontale; se questa ischemia si protrae per un certo lasso di tempo, il legamento parodontale va incontro a necrosi.
Conseguentemente alla necrosi del legamento e all’ischemia, viene bloccata la chemiotassi degli osteoclasti nell’osso alveolare e di conseguenza non avviene alcun tipo di rimaneggiamento dell’osso stesso, anzi, si forma, nella zona di tensione, un’area di ialinizzazione dell’osso che osteggia ulteriormente lo spostamento della radice.
La radice a questo punto non ha modo di superare quest’area di ialinizzazione; di conseguenza, gli osteoclasti, iniziano un progressivo riassorbimento della radice stessa del dente (definita rizolisi).
Nella zona di pressione invece, anche gli osteoblasti non sono in grado di apporre e maturare nuova matrice a ritmi così elevati.
Questi due fattori, insieme, sono responsabili dello spazio che si viene a formare tra radice e osso alveolare e di conseguenza dell’elevata mobilità che si riscontra in un dente traumatizzato.

## Clinica

### Classificazione
Il danno conseguente a un trauma da occlusione può essere classificato in due tipologie: primario e secondario.
- Danno da trauma primario: il trauma si sviluppa in un dente con parodonto integro, senza storia di parodontite pregressa.
- Danno da trauma secondario: il trauma si sviluppa in un dente con parodonto ridotto da una parodontite precedente.

Questa classificazione serve per evidenziare come, in base alle condizioni del parodonto, sia sufficiente una forza più o meno intensa per innescare un processo traumatico.
Logicamente, in un parodonto ridotto, anche forze relativamente deboli possono innescare un processo traumatico.

### Diagnosi
Riguardo al trauma da occlusione non esistono sintomi specifici che ci possano orientare inequivocabilmente verso questo quadro patologico in particolare.
I sintomi del trauma da occlusione possono essere relativi agli elementi dentali, all’articolazione temporo-mandibolare e ai muscoli masticatori; sui denti si possono facilmente riscontrare abrasioni dello smalto, ipermobilità, fratture delle cuspidi e sintomi pulpari, a livello dell’articolazione si può manifestare dolore funzionale (specialmente in occlusione) e comparsa di rumori dovuti alla dislocazione del disco, infine a livello muscolare si può verificare indolenzimento, ipertono e dolorabilità.
Sebbene la mobilità sia il sintomo che più di tutti ci orienta verso questa diagnosi, essa non è esclusivamente segno patognomonico di un trauma occlusale, ci sono altre condizioni patologiche che si manifestano con ipermobilità, come, ad esempio, una parodontite in stadio avanzato; è importante a questo proposito fare diagnosi differenziale.
Una mobilità da trauma, rispetto a una mobilità da parodontite avanzata, si discrimina dalla perdita di attacco clinico, un trauma occlusale mantiene inalterata la dimensione verticale del parodonto intorno all’elemento dentario, in una parodontite invece il parodonto migra progressivamente in direzione apicale. Clinicamente questo si può valutare tramite un sondaggio parodontale accurato, facendo particolare attenzione al livello della cresta ossea in relazione con il grado di mobilità del dente; tuttavia, solo tramite sondaggio non è possibile fare una diagnosi attendibile di trauma, è necessario associarvi un esame radiografico per valutare lo status del parodonto profondo.
Radiograficamente si può osservare come la quota della cresta ossea intorno al dente in questione sia pari agli elementi adiacenti, ovvero non si riscontra una perdita di attacco clinico; tuttavia, lo spazio parodontale tra la radice del dente e l’osso è allargato e scompare la lamina dura dell’osso alveolare.
Nei casi più gravi è possibile riscontrare una rizolisi progressiva della radice.

## Parodontite e traumi occlusali
Sono stati condotti numerosi studi, il cui scopo era quello di valutare come il trauma da occlusione potesse influenzare il decorso della malattia parodontale.
Ricordiamo che la malattia parodontale è una malattia da biofilm batterico mentre il trauma occlusale ha eziologia prettamente meccanica.
In base agli studi condotti su cadaveri negli anni tra il 1960 e il 1970, furono elaborate due teorie: il concetto di Glickman e il concetto di Waerhaug.
- Concetto di Glickman: egli sostiene che la diffusione della malattia parodontale può essere influenzata nel caso in cui forze pesanti agiscano sul parodonto. In particolare, se in una lesione parodontale riscontriamo una distruzione uniforme del parodonto e dell’osso alveolare, in una lesione parodontale accompagnata da trauma occlusale riscontreremo delle perdite ossee angolari e tasche infraossee.
- Concetto di Waerhaug: sostanzialmente è l’esatto opposto della teoria di Glickman; infatti, Waerhaug sosteneva che il trauma da occlusione non influenzasse in alcun modo la progressione della malattia parodontale.

Dalla sua analisi emerge come i difetti ossei angolari e le tasche infraossee si manifestano senza rilevanti differenze in soggetti con o senza trauma associato a malattia parodontale.
Le osservazioni compiute da Glickman e Waerhaug sono, tuttavia, frutto di studi su cadaveri e di conseguenza hanno un valore limitato nel descrivere una relazione causale “in vivo” tra parodontite e trauma, per questo motivo, all’epoca non vi era molta concordanza sull’argomento.
Studi successivi hanno analizzato l’effetto di forze alternate artificiali su cinque diversi tipi di parodonto:
1. Pazienti con parodonto sano e trauma da occlusione à in presenza di parodonto sano, le lesioni causate da queste forze alternate sono confinate al legamento parodontale e non generano parodontite.
2. Pazienti con parodonto sano ma ridotto da una parodontite precedente (poi guarita) à in presenza di parodonto sano e ridotti, le forze alternate sono confinate al legamento e non generano malattia parodontale.
3. Pazienti con un riassorbimento osseo orizzontale à forze alternate in parodontite con riassorbimento osseo orizzontale non accelerano la progressione della malattia parodontale.
4. Pazienti con riassorbimento infraosseo à forze alternate in parodontite con riassorbimento osseo verticale sembra produrre un maggior riassorbimento osseo rispetto alla sola parodontite.
5. Pazienti con parodontite e trauma da occlusione à il trattamento della parodontite avveniva anche se persistevano le forze traumatiche. In senso opposto, se trattiamo il trauma, eliminando le forze, progrediva la parodontite e scomparivano i segni clinici del trauma, di conseguenza è ingiustificato trattare l’ipermobilità dentale allo scopo di migliorare la parodontite.

La conclusione di questo studio, il quale ha trovato consenso nella SIDP (Società Italiana di Parodontologia) del 2002, afferma che non esiste una chiara correlazione tra malattia parodontale e trauma da occlusione ma ci sono delle evidenze che, in presenza di difetti infraossei, il trauma da occlusione potrebbe aumentare la progressione della malattia.

## Trattamento
Il trauma da occlusione è una patologia reversibile dei tessuti parodontali; quindi, se si rimuove la forza scatenante, il risultato è la completa “restitutio ad integrum” del parodonto.
Nei casi in cui vi sia un elevato grado di mobilità, un’opzione provvisoria può essere quella di “splintare”, ovvero unire tra loro due o più elementi dentali con lo scopo di aumentare la stabilità e la resistenza alla forza di questi ultimi, facendo sì che il carico venga distribuito equamente su più denti.
Badare bene che lo splintaggio non risolve la patologia ma limita gli effetti di quest’ultima sul parodonto.
La terapia di elezione consiste nel molaggio selettivo delle superfici occlusali dei denti con lo scopo di portare le superfici masticatorie a un’occlusione che sia fisiologicamente accettabile e in armonia con tutto l’apparato stomatognatico (articolazione temporo-mandibolare, muscoli masticatori, arcate dentarie e parodonto).